# 土岐市
土岐市（日语：／ Toki shi */?）為日本岐阜縣東南部的城市，以陶瓷器產量位居日本第一而聞名。近年來因成為名古屋通勤圈的一部分而得到發展。

## 地理
- 山 : 三國山
- 河川 : 土岐川、肥田川、妻木川

### 相鄰的自治体
- 岐阜縣
  - 多治見市
  - 可兒市
  - 瑞浪市
  - 可兒郡御嵩町
- 愛知縣
  - 瀨戶市
  - 豐田市

## 外部連結
- 土岐市（页面存档备份，存于）